# Morris Louis
Morris Louis Bernstein (ur. 28 listopada 1912 w Baltimore, zm. 7 września 1962 w Waszyngtonie) – amerykański artysta, jeden z głównych twórców color field painting.
W 1986 w Museum of Modern Art odbyła się jego retrospektywa. Jego prace znajdują się w kolekcjach m.in. San Francisco Museum of Modern Art oraz Muzeum Guggenheima.

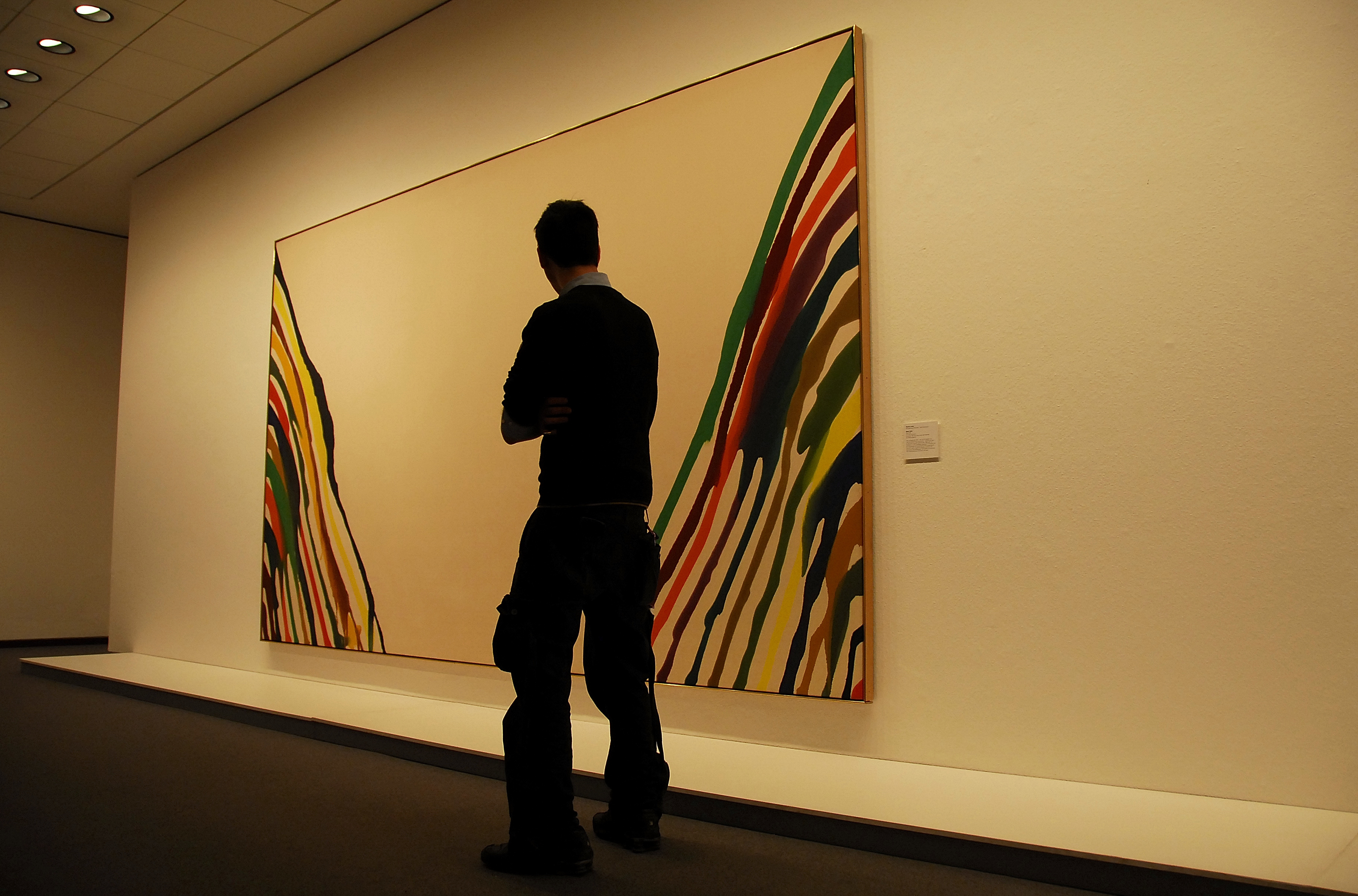
Beta Zeta, 1960–1961